# 還元
還元（かんげん、英: reduction）とは、対象とする物質の酸化数が小さくなる化学反応のこと。具体的には、物質から酸素が奪われる反応、あるいは、物質が水素と化合する反応、電子を受け取る反応などなどが相当する。
目的化学物質を還元するために使用する試薬、原料を還元剤と呼ぶ。一般的に還元剤と呼ばれる物質はあるが、反応における還元と酸化との役割は物質間で相対的であるため、実際に還元剤として働くかどうかは、反応させる相手の物質による。
還元反応が工業的に用いられる例としては、製鉄（原料の酸化鉄を還元して鉄にする）などを始めとする金属の製錬が挙げられる。また、有機合成化学においても、多くの種類の還元反応が工業規模で実施されている。

## 有機化学における還元

### 水素化
水素ガスを還元剤として用いる還元反応を水素化あるいは水素添加（略して水添）という。通常、触媒を必要とするので、接触水素化と呼ばれることも多い。触媒が系に溶解する均一系の反応と触媒が系に溶解しない不均一系の反応に大別される。
不均一系の水素化では主にニッケル、銅-酸化クロム、ルテニウム、パラジウム、ロジウム、白金などの金属の微粉末、もしくはそれらを活性炭、酸化アルミ二ウムの不溶性の担体に吸着させたものが触媒として用いられる。
- C=C二重結合、C≡C三重結合をC-C単結合へ水素化するにはニッケル、ルテニウム、パラジウム、白金がよく用いられる。これらの中からの選択は基質に存在する他の官能基への選択性を考慮して選択される。アダムス触媒と呼ばれる酸化白金PtO2のような強力な触媒が使用されることもある。
- C≡C三重結合をC=C二重結合に部分還元するには、パラジウムを被毒して活性を低下させたリンドラー触媒がしばしば使用される。このとき、シス体のアルケンが選択的に得られる。
- 芳香族化合物を水素化して飽和の環に還元するにはルテニウムやロジウムがしばしば使用される。特にロジウムは水素圧が低くても芳香環を還元することができる。ルテニウムは硫黄化合物による被毒を受けないのでチオフェン環の水素化にも利用できる。
- アルデヒドおよびケトンのC=O二重結合(カルボニル基)をCH-OH(アルコール)へ還元するにはニッケル、銅、ルテニウム、白金が良く用いられる。銅-酸化クロム触媒はC=C二重結合よりもカルボニル基を選択的に還元できる傾向があるが、この目的にはヒドリド還元のほうがすぐれている。
- エステルのカルボニル基を還元するには、銅-酸化クロム触媒が使用されるが高温、高圧の条件が必要となる。
- ベンジル基アルコールやベンジルエーテルのC-O単結合を加水素分解するにはパラジウム触媒がよく用いられる。この方法は有機合成においてアルコールをベンジル保護した後、脱保護するのに用いられる常法である。
- 炭素-硫黄結合を加水素分解するにはニッケル-アルミニウム合金をアルカリで溶解させて調製するラネー合金触媒が用いられる。この反応はアルミニウムの溶解の際にニッケルへ吸着された水素による水素化反応である。カルボニル基をチオアセタールとした後に、この方法を使用するとメチレン基に還元できる。この反応は中性に近い条件で進行し、クレメンゼン還元（強酸性下で行われる）、ウォルフ・キッシュナー還元（強塩基性下で行われる）の条件では不安定な物質にも適用できる。

均一系の水素化ではホスフィン配位子を持つルテニウムやロジウムなどの遷移金属錯体が触媒として使用される。不斉水素化はキラルなホスフィン(代表としてはBINAP)を配位子としたこの種の触媒で行われる。
- ウィルキンソン触媒 (Wilkinson's complex):RhCl(PPh3)3で低圧でC=C二重結合を水素化することができる。

記事：水素化 も参照のこと。

### ヒドリド還元
金属あるいは半金属の水素化物やその錯化合物（アート錯体）を還元剤として用いる還元反応である。 記事 ヒドリド還元に詳しい。
- ジボラン(B2H6)は、アルデヒドやケトンをアルコールに還元できるほか、カルボン酸もアルコールに還元することができる。
- 水素化ホウ素ナトリウム(NaBH4)は、アルコールやアルカリ性の水を溶媒として使用できる還元剤。アルデヒドやケトンをアルコールに還元する。エステルは加熱したり、テトラヒドロフランなどを溶媒に使用するとアルコールに還元される。また、α,β-不飽和カルボニル化合物は 1,4-還元された後、カルボニル基も還元されて飽和のアルコールとなる。しかしセリウム塩を添加すると、1,2-還元が起こりアリルアルコールを生成するようになる。
- シアノ水素化ホウ素ナトリウム(NaBH3CN)は、水素化ホウ素ナトリウムよりも還元力が低いが、酸性の水中での安定性が良い。アルカリ性水溶液では不安定なイミンをアミンに還元するのに利用される。
- 水素化トリエチルホウ素リチウム(LiBH(C2H5)3)は、Super Hydrideという商標を持つ還元剤で市販されており、知られているヒドリド還元剤の中では特に強力な還元力を持つ。立体障害を受けているハロゲン化アルキルの還元などに使用される。
- 水素化トリ（sec-ブチル）ホウ素リチウム(LiBH(sec-C4H9)3)および水素化トリ（sec-ブチル）ホウ素カリウム(KBH(sec-C4H9)3)は、それぞれL-Selectride、K-Selectrideの商標を持つ還元剤である。立体的にかさ高い還元剤なので水素化ホウ素ナトリウムによる還元とは立体選択性が変化することがある。
- 水素化ジイソブチルアルミニウム(DIBAL-H)は、ルイス酸性を有する還元剤で、アルデヒドやケトン、エステルをアルコールに還元できるほか、アセタールを分解してエーテルにしたり、エポキシドを級数の多い側で開環させてアルコールにする。ニトリルはイミンに還元され、加水分解するとアルデヒドになる。また低温で反応を行うとエステルをアルデヒドに部分還元することができる場合もある。
- 水素化アルミニウムリチウム(LAH)(LiAlH4)は、強力な還元剤でアルデヒドやケトン、カルボン酸、エステルをアルコールへ還元する。ニトリルやアミドはアミンへ還元される。またハロゲン原子も水素に置換される。エポキシドを級数の少ない側で開環させてアルコールにする。α,β-不飽和カルボニル化合物の還元は1,2-還元が優先しアリルアルコールを生成する。水と接触したり、120℃以上に加熱すると激しく分解して発火することがある。反応はよく乾燥したジエチルエーテルやテトラヒドロフランを溶媒として行う。
- 水素化ビス（2-メトキシエトキシ）アルミニウムナトリウムは、Red-Alという商標を持つ還元剤でLAHと同じような還元力を持つ。高温にしても比較的安定であり、発火の危険性が小さい利点がある。
- 水素化トリブチルスズ((n-C4H9)3SnH)は、ルイス酸の存在下では水素化ジイソブチルアルミニウムと同様の還元作用を示すが、ラジカル的な還元剤として有用である。光照射やアゾビスイソブチロニトリル(AIBN)のようなラジカル開始剤などによりトリブチルスズラジカルが発生し、それによってハロゲン化アルキルや硫黄化合物などからハロゲンや硫黄官能基が引き抜かれ、発生したラジカルが水素化トリブチルスズから水素を引き抜いて還元される。

### 金属還元
単体の金属を還元剤に用いる還元で、以下の例を除くと、もっぱらニトロ基など還元されやすい官能基を還元する場合に利用するが、被毒触媒を用いた水素化反応での置換が可能。
代表的な反応は酸性溶液下での金属スズを用いたニトロ基のアミノ化反応。

#### クレメンゼン還元
クレメンゼン還元とはケトンやアルデヒドのカルボニル基を還元してメチレン基にする還元反応であり、亜鉛アマルガムを用いて塩酸などの中で反応させると発生する。記事：クレメンゼン還元 を参照。

#### バーチ還元
バーチ還元とはアルカリ金属を液体アンモニアに溶解して得られる溶媒和電子による還元のことである。ベンゼン環はシクロヘキサジエンに還元される。電子供与基がある場合には 1,4-シクロヘキサジエンが、電子求引基がある場合には 2,5-シクロヘキサジエンが得られる。α,β-不飽和ケトンは 1,4-還元が起こり C=C二重結合だけが部分還元される。
C≡C三重結合はトランス (化学)型の C=C二重結合へと部分還元される。
また、ベンジルエーテルやベンジルチオエーテルは C-O結合、C-S結合が還元される。記事：バーチ還元 を参照。

### メールワイン・ポンドルフ・バーレー還元
メールワイン・ポンドルフ・バーレー還元とはトリイソプロポキシアルミニウム (i-PrO)3Al) を触媒としてイソプロピルアルコールを還元剤兼溶媒として使用する還元反応である。
イソプロピルアルコールであることは必須ではなく反応温度を高くすることが必要な場合はシクロヘキサノールなどの他のアルコールも使用される。
この反応は平衡反応であるので反応を完結させるには大過剰の還元剤を使用する、生成したケトンを系外に留出させるなどの方法で平衡を生成系側へ移動させる必要がある。記事：メールワイン・ポンドルフ・バーレー還元に詳しい。

### ウォルフ・キッシュナー還元
ウォルフ・キッシュナー還元とはケトンやアルデヒドのカルボニル基を還元してメチレン基にする還元反応で、ヒドラジンと水酸化カリウムを用いてアルコール溶媒下で反応させると発生する。副産物として窒素分子と水が発生する。記事：ウォルフ・キッシュナー還元 を参照。
{\displaystyle {\rm {RCOR'+NH_{2}NH_{2}\longrightarrow RCH_{2}R'+N_{2}+H_{2}O}}}

## 金属精錬における還元
鉄や銅など近世以前に発見され今日でも汎用される金属を製錬する場合、鉱石中に存在する金属酸化物あるいは硫化物を還元し単体金属にするのに溶鉱炉中で炭素を用いて還元する方法が広く用いられる。
アルミニウムあるいはアルカリ金属等、酸化され易い金属を炭素を用いて溶鉱炉で還元することは非常に困難である。この様な場合は溶融塩を電気分解することで単体金属を得ることができる。
あるいは金属酸化物を還元する方法としてテルミット法が利用される場合もある。

## 生体における還元
生体内では酵素反応により還元反応が進行することが知られている。ほとんどの還元酵素はニコチンアミドアデニンジヌクレオチド (NAD) あるいはフラビンアデニンジヌクレオチド (FAD) を水素供与体（還元剤）として利用する。

## 還元剤の例
- シュウ酸

H2C2O4 → 2CO2 + 2H+ + 2e-
- 水素

H2 →  2H+ + 2e-
- 塩化スズ(II)

Sn2+ → Sn4+ + 2e-
- 硫化水素；H2S

H2S → S + 2H+ + 2e-
- ヨウ化カリウム

2I- → I2 + 2e-
- 硫酸鉄(II)

Fe2+ → Fe3+ + e-
- 二酸化硫黄（酸化剤にもなる）

SO2 + 2H2O → SO42- + 4H+ + 2e-
- 過酸化水素（酸化剤にもなる）

H2O2 → O2 + 2H+ + 2e-